# Hylomantis
Hylomantis – rodzaj płazów bezogonowych z podrodziny Phyllomedusinae w rodzinie rzekotkowatych (Hylidae).

## Zasięg występowania
Rodzaj obejmuje gatunki występujące w atlantyckim lasie przybrzeżnym w stanach Bahia i Pernambuco w Brazylii.

## Systematyka

### Etymologia
Hylomantis: rodzaj Hyla Laurenti, 1768; μαντις mantis, μαντεως manteōs „żaba drzewna”.

### Podział systematyczny
Do rodzaju należą następujące gatunki:
- Hylomantis aspera Peters, 1873
- Hylomantis granulosa (Cruz, 1989)